# 帕考
帕考，是匈牙利佐洛州所辖的一个村，总面积23.18平方公里，总人口1110，人口密度47.9人/平方公里（2010年1月1日）。